# Copa Perú 2018
La Copa Perú 2018 fue la edición número 46 de la Copa Perú. El torneo empezó el 3 de febrero y finalizó en diciembre de 2018.
La organización, control y desarrollo del torneo estuvo a cargo de la Comisión Nacional de Fútbol Aficionado del Perú (Conafa), bajo supervisión de la Federación Peruana de Fútbol (FPF).

## Formato
El torneo consta de dos fases: una interna compuesta a su vez por las etapas distrital, provincial y departamental; y una nacional compuesta por una fase regular, tres rondas eliminatorias y un cuadrangular final.
Para la Etapa nacional, se usa el formato de zonas, creado por Matchvision, utilizado desde la edición 2015. Sin embargo, en esta edición la FPF organiza el torneo sin autorización de la compañía.
El creador de este formato es el chileno Leandro A. Shara
El campeón de la Finalísima, y por lo tanto, del torneo, ascenderá a la Primera División 2019, mientras que los que queden segundo y tercer lugar de ésta, se enfrentarán con el segundo y tercer puesto de la ronda eliminatoria de la Segunda División de Perú 2018 en una liguilla, en donde los que queden en primer y segunda lugar de ésta, también ascenderán a la Primera División 2019 mientras los otros dos equipos jugarán la Segunda División de Perú 2019.

## Ascensos y descensos
| Pos. | Descendidos de Segunda División 2017 |
| ---- | ------------------------------------ |
| 14   | Defensor La Bocana                   |
| 15   | Sport Áncash                         |

| Pos. | Ascendido de Copa Perú 2017 |
| ---- | --------------------------- |
| 1    | Binacional                  |
| 2    | Atlético Grau               |

## Etapa Nacional

### Fase regular
En esta fase los 50 equipos clasificados jugaron seis partidos contra rivales con cercanía geográfica. Al final de las 6 fechas los 8 primeros se clasificaron para la Segunda ronda, mientras que los ubicados entre las posiciones 9 y 24 se clasificaron para la Primera ronda.
1. Mayor cantidad de puntos.
2. Puntos relativos (actualmente el uso de este criterio ha provocado una denuncia por parte de la empresa Matchvision a la Federación Peruana de Fútbol)
3. Mejor diferencia de goles.
4. Mayor cantidad de goles a favor.
5. Mejor campaña de visita utilizando los mismos criterios solo para los partidos en esa condición:
  1. Mayor cantidad de puntos logrados de visita.
  2. Mejor diferencia de goles logrados de visita.
  3. Mayor cantidad de goles a favor en sus partidos de visita.
6. Puntos logrados en el primer tiempo: Considerando como resultado final solo el resultado de los primeros tiempos.
7. Sorteo

### Equipos participantes
| Departamento  | Pos. | Club                              | Distrito (Liga Distrital) | Entrenador            | Estadio                      |
| ------------- | ---- | --------------------------------- | ------------------------- | --------------------- | ---------------------------- |
| Amazonas      | 1.°  | Bagua Grande F. C.                | Bagua Grande              | Alex Celis            | San Luis                     |
| Amazonas      | 2.°  | Alipio Ponce                      | Chachapoyas               |                       | Gran Kuélap                  |
| Áncash        | 1.°  | Sport Áncash                      | Huaraz                    | Juan Jayo Legario     | Rosas Pampa                  |
| Áncash        | 2.°  | Academia Sipesa                   | Nuevo Chimbote            | Moisés Baras          | Manuel Rivera Sánchez        |
| Apurímac      | 1.°  | FC Retamoso                       | Abancay                   | Jesús Oropesa         | Monumental de Condebamba     |
| Apurímac      | 2.°  | Andahuaylas F. C.                 | Andahuaylas               | Martín Gonzales       | Publio Castro                |
| Arequipa      | 1.°  | Sportivo Huracán                  | Arequipa                  | Raúl Obando           | Melgar                       |
| Arequipa      | 2.°  | Social Corire                     | Uraca                     | Nikol Prado           | Almirante Miguel Grau        |
| Ayacucho      | 1.°  | Sport Huanta                      | Huanta                    | Romer Anaya           | Manuel Eloy Molina Robles    |
| Ayacucho      | 2.°  | San Cristóbal de Casaorcco        | Carmen Alto               |                       | Manuel Eloy Molina Robles    |
| Cajamarca     | 1.°  | Las Palmas                        | Chota                     | Agapito Rodríguez     | Ramón Castilla               |
| Cajamarca     | 2.°  | Asociación Deportiva Agropecuaria | Jaén                      | Marcial Salazar       | Víctor Montoya Segura        |
| Callao        | 1.°  | Alfredo Tomassini                 | Ventanilla                | Aldo Farcic           | Facundo Ramírez Aguilar      |
| Callao        | 2.°  | AE Belenianos                     | Ventanilla                |                       | Facundo Ramírez Aguilar      |
| Cusco         | 1.°  | Deportivo Garcilaso               | Cusco                     | Erick Torres          | Inca Garcilaso de la Vega    |
| Cusco         | 2.°  | Deportivo Robles                  | Calca                     | Abel Silva            | Thomas E. Payne              |
| Huancavelica  | 1.°  | UDA                               | Ascensión                 | Jaime Carrión         | Monumental de Ascensión      |
| Huancavelica  | 2.°  | Deportivo Caminos                 | Huancavelica              | Marco Medina          | IPD de Huancavelica          |
| Huánuco       | 1.°  | Alianza Universidad               | Huánuco                   | Rony Revollar         | Heraclio Tapia               |
| Huánuco       | 2.°  | León de Huánuco                   | Huánuco                   | Jorge Arteaga         | Heraclio Tapia               |
| Ica           | 1.°  | Santos F. C.                      | Vista Alegre              | Martín Dall'orso      | Municipal de Nasca           |
| Ica           | 2.°  | Sport Marino.                     | Ica                       | Marcos Martínez       | José Picasso Peratta         |
| Junín         | 1.°  | Asociación Deportiva Huamantanga  | Apata                     | Mifflin Bermúdez      | Monumental de Jauja          |
| Junín         | 2.°  | Escuela de Fútbol JTR             | El Tambo                  |                       | Mariscal Castilla            |
| La Libertad   | 1.°  | Racing Club                       | Huamachuco                | Yoni Villalobos       | Municipal de Huamachuco      |
| La Libertad   | 2.°  | Deportivo El Inca                 | Chao                      | Luis Cordero          | Víctor Raúl Haya De La Torre |
| Lambayeque    | 1.°  | Pirata F.C.                       | José Leonardo Ortiz       | Juan Carlos Bazalar   | César Flores Marigorda       |
| Lambayeque    | 2.°  | Carlos Stein                      | José Leonardo Ortiz       | César Sánchez         | Francisco Mendoza            |
| Lima          | 1.°  | Defensor Laure Sur                | Chancay                   | Marcial Rojas         | Rómulo Shaw Cisneros         |
| Lima          | 2.°  | Social Venus                      | Huacho                    | Luis Brusnell         | Segundo Aranda Torres        |
| Loreto        | 1.°  | Estudiantil CNI                   | Iquitos                   | Emilio Montani        | Max Augustín                 |
| Loreto        | 2.°  | CD Caballococha                   | Ramón Castilla            | Glider Dávila         | Max Augustín                 |
| Madre de Dios | 1.°  | Deportivo Maldonado.              | Tambopata                 | Julio Pérez           | IPD de Puerto Maldonado      |
| Madre de Dios | 2.°  | Minsa F. B. C.                    | Tambopata                 |                       | IPD de Puerto Maldonado      |
| Moquegua      | 1.°  | Credicoop San Cristóbal           | Samegua                   | Lizandro Barbarán     | Estadio 25 de Noviembre      |
| Moquegua      | 2.°  | Hijos Del Altiplano               | El Algarrobal             | Marco Sánchez         | Mariscal Nieto               |
| Pasco         | 1.°  | Municipal de Yanahuanca.          | Yanahuanca                | José Humberto Parí    | Daniel Alcides Carrión       |
| Pasco         | 2.°  | Atlético San Agustín.             | Huaychao, Huayllay        | Pablo Camargo         | Daniel Alcides Carrión       |
| Piura         | 1.°  | Atlético Torino                   | Pariñas                   | Willy Laya            | Campeonísimo                 |
| Piura         | 2.°  | Unión Deportivo Parachique        | Sechura                   | Juan Carlos Vásquez   | Sesquicentenario             |
| Puno          | 1.°  | Alfonso Ugarte                    | Puno                      | Fredy García          | Enrique Torres Belón         |
| Puno          | 2.°  | Credicoop San Román               | Juliaca                   | Wilquer García        | Guillermo Briceño Rosamedina |
| San Martín    | 1.°  | Unión Tarapoto                    | Tarapoto                  | Leonardo Morales      | Carlos Vidaurre García       |
| San Martín    | 2.°  | Bellavista F. C.                  | Bellavista                | Ronal Céliz           | Gran Saposoa                 |
| Tacna         | 1.°  | Unión Alfonso Ugarte              | Gregorio Albarracín       | Henry Churacutipa     | Jorge Basadre                |
| Tacna         | 2.°  | Juventud Locumba                  | Locumba                   | Julio Gil             | Jorge Basadre                |
| Tumbes        | 1.°  | Deportivo Ferrocarril             | Zarumilla                 | Pedro Marchán         | Mariscal Cáceres             |
| Tumbes        | 2.°  | Deportivo UNT                     | Tumbes                    | Rolando Masías        | Mariscal Cáceres             |
| Ucayali       | 1.°  | Colegio Comercio N° 64            | Callería                  | Luis Ruiz             | Aliardo Soria Pérez          |
| Ucayali       | 2.°  | Municipal de Aguaytía             | Padre Abad                | Juan Carlos Manihuari | Municipal de Aguaytía        |

### Tabla general
| Pos. | Equipo                            | PJ | PG | PE | PP | GF | GC | DG  | Pts. | Clasificado a    |
| ---- | --------------------------------- | -- | -- | -- | -- | -- | -- | --- | ---- | ---------------- |
| 1    | UDA                               | 6  | 6  | 0  | 0  | 13 | 3  | +10 | 18   | Octavos de final |
| 2    | Sportivo Huracán                  | 6  | 5  | 1  | 0  | 22 | 6  | +16 | 16   | Octavos de final |
| 3    | Pirata F. C.                      | 6  | 5  | 0  | 1  | 18 | 6  | +12 | 15   | Octavos de final |
| 4    | Credicoop San Cristóbal           | 6  | 5  | 0  | 1  | 13 | 7  | +6  | 15   | Octavos de final |
| 5    | Sport Marino                      | 6  | 4  | 2  | 0  | 12 | 2  | +10 | 14   | Octavos de final |
| 6    | Alfonso Ugarte                    | 6  | 4  | 2  | 0  | 21 | 4  | +17 | 14   | Octavos de final |
| 7    | Unión Alfonso Ugarte              | 6  | 4  | 2  | 0  | 14 | 4  | +10 | 14   | Octavos de final |
| 8    | F. C. Retamoso                    | 6  | 4  | 1  | 1  | 9  | 5  | +4  | 13   | Octavos de final |
| 9    | Social Venus                      | 6  | 4  | 1  | 1  | 13 | 6  | +7  | 13   | Repechaje        |
| 10   | Santos F. C.                      | 6  | 4  | 1  | 1  | 15 | 5  | +10 | 13   | Repechaje        |
| 11   | AD Huamantanga                    | 6  | 4  | 1  | 1  | 10 | 4  | +6  | 13   | Repechaje        |
| 12   | Atlético Torino                   | 6  | 4  | 1  | 1  | 10 | 6  | +4  | 13   | Repechaje        |
| 13   | Deportivo Garcilaso               | 6  | 4  | 0  | 2  | 9  | 6  | +3  | 12   | Repechaje        |
| 14   | Defensor Laure Sur                | 6  | 4  | 0  | 2  | 20 | 4  | +16 | 12   | Repechaje        |
| 15   | Las Palmas                        | 6  | 4  | 0  | 2  | 15 | 7  | +8  | 12   | Repechaje        |
| 16   | Unión Tarapoto                    | 6  | 3  | 2  | 1  | 15 | 8  | +7  | 11   | Repechaje        |
| 17   | Credicoop San Román               | 6  | 3  | 2  | 1  | 14 | 4  | +10 | 11   | Repechaje        |
| 18   | Bellavista F. C.                  | 6  | 3  | 2  | 1  | 12 | 7  | +5  | 11   | Repechaje        |
| 19   | Deportivo Municipal (Y)           | 6  | 3  | 2  | 1  | 6  | 5  | +1  | 11   | Repechaje        |
| 20   | Carlos Stein                      | 6  | 3  | 1  | 2  | 13 | 7  | +6  | 10   | Repechaje        |
| 21   | León de Huánuco                   | 6  | 3  | 2  | 1  | 11 | 4  | +7  | 10   | Repechaje        |
| 22   | Alianza Universidad               | 6  | 2  | 4  | 0  | 12 | 8  | +4  | 10   | Repechaje        |
| 23   | Sport Huanta                      | 6  | 3  | 1  | 2  | 6  | 3  | +3  | 10   | Repechaje        |
| 24   | Andahuaylas F. C.                 | 6  | 3  | 0  | 3  | 4  | 5  | -1  | 9    | Repechaje        |
| 25   | Racing Club de Huamachuco         | 6  | 2  | 3  | 1  | 13 | 5  | +8  | 9    |                  |
| 26   | CD Caballococha                   | 6  | 2  | 3  | 1  | 9  | 11 | -2  | 9    |                  |
| 27   | Estudiantil CNI                   | 6  | 2  | 3  | 0  | 4  | 3  | +1  | 9    |                  |
| 28   | Deportivo Robles                  | 6  | 3  | 0  | 3  | 14 | 5  | +9  | 9    |                  |
| 29   | UD Parachique                     | 6  | 2  | 2  | 2  | 10 | 12 | -2  | 8    |                  |
| 30   | Asociación Deportiva Agropecuaria | 6  | 2  | 2  | 2  | 7  | 11 | -4  | 8    |                  |
| 31   | Academia Sipesa                   | 6  | 2  | 2  | 2  | 10 | 13 | -3  | 8    |                  |
| 32   | Deportivo El Inca                 | 6  | 2  | 2  | 2  | 13 | 10 | +3  | 8    |                  |
| 33   | Deportivo Ferrocarril             | 6  | 1  | 3  | 2  | 7  | 14 | -7  | 6    |                  |
| 34   | Colegio Comercio                  | 6  | 1  | 2  | 3  | 6  | 14 | -8  | 5    |                  |
| 35   | Bagua Grande F. C.                | 6  | 1  | 2  | 3  | 9  | 14 | -5  | 5    |                  |
| 36   | Atlético San Agustín              | 6  | 1  | 1  | 4  | 3  | 15 | -12 | 4    |                  |
| 37   | Sport Áncash                      | 6  | 1  | 1  | 4  | 10 | 19 | -9  | 4    |                  |
| 38   | Deportivo Caminos                 | 6  | 1  | 0  | 5  | 4  | 12 | -8  | 3    |                  |
| 39   | Deportivo Municipal (A)           | 6  | 1  | 2  | 3  | 5  | 8  | -3  | 3    |                  |
| 40   | Alfredo Tomassini                 | 6  | 1  | 0  | 5  | 6  | 17 | -11 | 3    |                  |
| 41   | Minsa FBC                         | 6  | 1  | 0  | 5  | 7  | 23 | -16 | 3    |                  |
| 42   | AE Belenianos                     | 6  | 1  | 0  | 5  | 5  | 21 | -16 | 3    |                  |
| 43   | Deportivo Maldonado               | 6  | 1  | 0  | 5  | 4  | 23 | -19 | 3    |                  |
| 44   | Juventud Locumba                  | 6  | 0  | 1  | 5  | 5  | 13 | -8  | 1    |                  |
| 45   | Hijos del Altiplano               | 6  | 0  | 1  | 5  | 4  | 18 | -14 | 1    |                  |
| 46   | Social Corire                     | 6  | 0  | 1  | 5  | 5  | 21 | -16 | 1    |                  |
| 47   | San Cristóbal Casaorcco           | 6  | 0  | 1  | 5  | 5  | 12 | -7  | 1    |                  |
| 48   | Escuela Fútbol JTR                | 6  | 0  | 1  | 5  | 4  | 14 | -10 | 1    |                  |
| 49   | Deportivo UNT                     | 6  | 0  | 1  | 5  | 4  | 15 | -11 | 1    |                  |
| 50   | Alipio Ponce                      | 6  | 0  | 1  | 5  | 7  | 18 | -11 | 1    |                  |

#### Partidos
| Fecha 1                 | Fecha 1   | Fecha 1                     | Fecha 1                   | Fecha 1         | Fecha 1 |
| Local                   | Resultado | Visitante                   | Estadio                   | Fecha           | Hora    |
| ----------------------- | --------- | --------------------------- | ------------------------- | --------------- | ------- |
| Sportivo Huracán        | 3 - 1     | Juventud Locumba            | Mariano Melgar            | 1 de septiembre | 15:30   |
| Alfredo Tomassini       | 0 - 2     | Sport Marino                | Facundo Ramírez Aguilar   | 1 de septiembre | 15:30   |
| Colegio Comercio        | 1 - 1     | CD Caballococha             | Aliardo Soria Pérez       | 1 de septiembre | 15:30   |
| Credicoop San Cristóbal | 2 - 1     | Credicoop San Román         | 25 de Noviembre           | 2 de septiembre | 13:00   |
| Atlético Torino         | 2 - 0     | Universidad Nacional Tumbes | Campeonísimo              | 2 de septiembre | 13:30   |
| Sport Huanta            | 0 - 1     | Andahuaylas F. C.           | Manuel Eloy Molina Robles | 2 de septiembre | 14:00   |
| Alianza Universidad     | 2 - 1     | Deportivo Municipal (A)     | Heraclio Tapia            | 2 de septiembre | 15:00   |
| AD Huamantanga          | 0 - 0     | Atlético San Agustín        | Monumental de Jauja       | 2 de septiembre | 15:00   |
| Unión Tarapoto          | 2 - 1     | Deportivo El Inca           | Carlos Vidaurre           | 2 de septiembre | 15:00   |
| Deportivo Garcilaso     | 4 - 0     | Minsa FBC                   | Inca Garcilaso de la Vega | 2 de septiembre | 15:00   |
| Racing Huamachuco       | 5 - 1     | Academia Sipesa             | Municipal de Huamachuco   | 2 de septiembre | 15:00   |
| Retamoso F. C.          | 2 - 1     | San Cristóbal Casaorcco     | Monumental de Condebamba  | 2 de septiembre | 15:00   |
| Deportivo Municipal (Y) | 0 - 0     | León de Huánuco             | Daniel Alcides Carrión    | 2 de septiembre | 15:00   |
| Deportivo Maldonado     | 1 - 3     | Deportivo Robles            | IPD                       | 2 de septiembre | 15:00   |
| Santos F. C.            | 3 - 0     | Deportivo Caminos           | Municipal de Nasca        | 2 de septiembre | 15:00   |
| Alfonso Ugarte          | 1 - 0     | Social Corire               | Enrique Torres Belón      | 2 de septiembre | 15:00   |
| UDA                     | 4 - 0     | Escuela Fútbol JTR          | Monumental de Ascensión   | 2 de septiembre | 15:00   |
| Deportivo Ferrocarril   | 1 - 1     | Carlos Stein                | Mariscal Cáceres          | 2 de septiembre | 15:15   |
| Estudiantil CNI         | 1 - 0     | Bellavista F. C.            | Max Augustín              | 2 de septiembre | 15:30   |
| Sport Áncash            | 2 - 2     | Social Venus                | Rosas Pampa               | 2 de septiembre | 15:30   |
| Defensor Laure Sur      | 1 - 0     | AE Belenianos               | Rómulo Shaw Cisneros      | 2 de septiembre | 15:30   |
| Unión Alfonso Ugarte    | 0 - 0     | Hijos del Altiplano         | Jorge Basadre             | 2 de septiembre | 15:30   |
| Pirata F. C.            | 4 - 1     | UD Parachique               | César Flores Marigorda    | 2 de septiembre | 15:30   |
| Bagua Grande F. C.      | 1 - 1     | AD Agropecuaria             | San Luis                  | 2 de septiembre | 15:30   |
| Las Palmas              | 5 - 1     | Alipio Ponce                | Ramón Castilla            | 2 de septiembre | 15:30   |

| Fecha 2                     | Fecha 2   | Fecha 2                 | Fecha 2                      | Fecha 2         | Fecha 2 |
| Local                       | Resultado | Visitante               | Estadio                      | Fecha           | Hora    |
| --------------------------- | --------- | ----------------------- | ---------------------------- | --------------- | ------- |
| AE Belenianos               | 1 - 5     | Santos F. C.            | Facundo Ramírez Aguilar      | 8 de septiembre | 15:30   |
| Sport Marino                | 1 - 0     | Sport Huanta            | José Picasso Peratta         | 8 de septiembre | 15:30   |
| Carlos Stein                | 2 - 0     | Las Palmas              | Francisco Mendoza Pizarro    | 9 de septiembre | 12:00   |
| AD Agropecuaria             | 0 - 0     | Racing Huamachuco       | Víctor Montoya Segura        | 9 de septiembre | 13:00   |
| UD Parachique               | 5 - 3     | Deportivo Ferrocarril   | Sesquicentenario             | 9 de septiembre | 15:00   |
| Alipio Ponce                | 0 - 1     | Atlético Torino         | Gran Kuélap                  | 9 de septiembre | 15:00   |
| Deportivo Municipal (A)     | 0 - 0     | Estudiantil CNI         | Municipal de Aguaytía        | 9 de septiembre | 15:00   |
| San Cristóbal Casaorcco     | 2 - 3     | UDA                     | Manuel Eloy Molina Robles    | 9 de septiembre | 15:00   |
| Minsa FBC                   | 3 - 4     | Alfonso Ugarte          | IPD                          | 9 de septiembre | 15:00   |
| León de Huánuco             | 2 - 0     | Colegio Comercio        | Heraclio Tapia               | 9 de septiembre | 15:00   |
| Deportivo Robles            | 0 - 1     | Retamoso F. C.          | Thomas E. Payne              | 9 de septiembre | 15:00   |
| Andahuaylas F. C.           | 0 - 2     | Deportivo Garcilaso     | Municipal Publio Castro      | 9 de septiembre | 15:00   |
| Credicoop San Román         | 8 - 0     | Deportivo Maldonado     | Politécnico Los Andes        | 9 de septiembre | 15:00   |
| Hijos del Altiplano         | 0 - 1     | Sportivo Huracán        | Mariscal Nieto               | 9 de septiembre | 15:15   |
| Escuela Fútbol JTR          | 2 - 2     | Deportivo Municipal (Y) | Mariscal Castilla            | 9 de septiembre | 15:15   |
| Juventud Locumba            | 1 - 2     | Credicoop San Cristóbal | Jorge Basadre                | 9 de septiembre | 15:15   |
| Deportivo Caminos           | 2 - 1     | AD Huamantanga          | IPD                          | 9 de septiembre | 15:15   |
| Universidad Nacional Tumbes | 1 − 3     | Pirata F. C.            | Mariscal Cáceres             | 9 de septiembre | 15:30   |
| Social Venus                | 4 - 0     | Alfredo Tomassini       | Segundo Aranda Torres        | 9 de septiembre | 15:30   |
| Deportivo El Inca           | 8 - 2     | Sport Áncash            | Víctor Raúl Haya de la Torre | 9 de septiembre | 15:30   |
| Academia Sipesa             | 2 - 2     | Alianza Universidad     | Manuel Rivera Sánchez        | 9 de septiembre | 15:30   |
| Social Corire               | 1 - 1     | Unión Alfonso Ugarte    | Almirante Miguel Grau        | 9 de septiembre | 15:30   |
| CD Caballococha             | 2 - 1     | Unión Tarapoto          | Max Augustín                 | 9 de septiembre | 15:30   |
| Atlético San Agustín        | 2 - 1     | Defensor Laure Sur      | Daniel Alcides Carrión       | 9 de septiembre | 15:30   |
| Bellavista F. C.            | 4 - 1     | Bagua Grande F. C.      | Gran Saposoa                 | 9 de septiembre | 15:30   |

| Fecha 3                 | Fecha 3   | Fecha 3                     | Fecha 3                   | Fecha 3          | Fecha 3 |
| Local                   | Resultado | Visitante                   | Estadio                   | Fecha            | Hora    |
| ----------------------- | --------- | --------------------------- | ------------------------- | ---------------- | ------- |
| Pirata F. C.            | 0 − 3     | Carlos Stein                | César Flores Marigorda    | 15 de septiembre | 15:00   |
| Sportivo Huracán        | 4 − 1     | Social Corire               | Mariano Melgar            | 15 de septiembre | 15:30   |
| Colegio Comercio        | 2 − 1     | Deportivo Municipal (A)     | Aliardo Soria Pérez       | 15 de septiembre | 15:30   |
| Estudiantil CNI         | 0 − 0     | CD Caballococha             | Max Augustín              | 15 de septiembre | 20:00   |
| Deportivo Garcilaso     | 1 - 0     | Deportivo Robles            | Inca Garcilaso de la Vega | 16 de septiembre | 11:30   |
| Credicoop San Cristóbal | 2 − 1     | Hijos del Altiplano         | 25 de Noviembre           | 16 de septiembre | 13:00   |
| Atlético Torino         | 2 − 2     | UD Parachique               | Campeonísimo              | 16 de septiembre | 13:30   |
| Unión Alfonso Ugarte    | 2 − 1     | Juventud Locumba            | Jorge Basadre             | 16 de septiembre | 15:00   |
| Alianza Universidad     | 0 − 0     | León de Huánuco             | Heraclio Tapia            | 16 de septiembre | 15:00   |
| Deportivo Municipal (Y) | 1 − 0     | Atlético San Agustín        | Daniel Alcides Carrión    | 16 de septiembre | 15:00   |
| Alfonso Ugarte          | 0 − 0     | Credicoop San Román         | Enrique Torres Belón      | 16 de septiembre | 15:00   |
| Deportivo Maldonado     | 2 − 1     | Minsa FBC                   | IPD                       | 16 de septiembre | 15:00   |
| Sport Áncash            | 3 − 1     | Academia Sipesa             | Rosas Pampa               | 16 de septiembre | 15:00   |
| Sport Huanta            | 2 − 0     | San Cristóbal Casaorcco     | Manuel Eloy Molina Robles | 16 de septiembre | 15:00   |
| Retamoso F. C.          | 2 − 0     | Andahuaylas F. C.           | Monumental de Condebamba  | 16 de septiembre | 15:15   |
| AD Huamantanga          | 3 − 1     | Escuela Fútbol JTR          | Monumental de Jauja       | 16 de septiembre | 15:15   |
| Deportivo Ferrocarril   | 2 − 1     | Universidad Nacional Tumbes | Mariscal Cáceres          | 16 de septiembre | 15:30   |
| UDA                     | 3 − 1     | Deportivo Caminos           | Monumental de Ascensión   | 16 de septiembre | 15:30   |
| Racing Huamachuco       | 2 − 2     | Deportivo El Inca           | Municipal de Huamachuco   | 16 de septiembre | 15:30   |
| Defensor Laure Sur      | 1 − 0     | Social Venus                | Rómulo Shaw Cisneros      | 16 de septiembre | 15:30   |
| Santos F. C.            | 1 − 1     | Sport Marino                | Municipal de Nazca        | 16 de septiembre | 15:30   |
| Alfredo Tomassini       | 1 − 3     | AE Belenianos               | Facundo Ramírez Aguilar   | 16 de septiembre | 15:30   |
| Bagua Grande F. C.      | 4 − 3     | Alipio Ponce                | San Luis                  | 16 de septiembre | 15:30   |
| Las Palmas              | 2 − 0     | AD Agropecuaria             | Ramón Castilla            | 16 de septiembre | 15:30   |
| Unión Tarapoto          | 1 − 1     | Bellavista F. C.            | Carlos Vidaurre           | 16 de septiembre | 15:30   |

| Fecha 4                     | Fecha 4   | Fecha 4                 | Fecha 4                      | Fecha 4          | Fecha 4 |
| Local                       | Resultado | Visitante               | Estadio                      | Fecha            | Hora    |
| --------------------------- | --------- | ----------------------- | ---------------------------- | ---------------- | ------- |
| Carlos Stein                | 1 − 3     | Pirata F. C.            | Francisco Mendoza Pizarro    | 19 de septiembre | 12:00   |
| UD Parachique               | 2 − 0     | Atlético Torino         | Sesquicentenario             | 19 de septiembre | 15:00   |
| AE Belenianos               | 0 − 3     | Alfredo Tomassini       | Facundo Ramírez Aguilar      | 19 de septiembre | 15:00   |
| Sport Marino                | 2 − 0     | Santos F. C.            | José Picasso Peratta         | 19 de septiembre | 15:00   |
| Deportivo Robles            | 3 − 0     | Deportivo Garcilaso     | Thomas E. Payne              | 19 de septiembre | 15:00   |
| Hijos del Altiplano         | 1 − 3     | Credicoop San Cristóbal | Mariscal Nieto               | 19 de septiembre | 15:00   |
| AD Agropecuaria             | 3 − 1     | Las Palmas              | Víctor Montoya Segura        | 19 de septiembre | 15:00   |
| León de Huánuco             | 1 − 4     | Alianza Universidad     | Heraclio Tapia               | 19 de septiembre | 15:00   |
| Minsa FBC                   | 2 − 1     | Deportivo Maldonado     | Puerto Maldonado             | 19 de septiembre | 15:00   |
| Deportivo Caminos           | 0 − 1     | UDA                     | IPD                          | 19 de septiembre | 15:00   |
| San Cristóbal Casaorcco     | 0 − 2     | Sport Huanta            | Manuel Eloy Molina Robles    | 19 de septiembre | 15:00   |
| Andahuaylas F. C.           | 1 − 0     | Retamoso F. C.          | Municipal Publio Castro      | 19 de septiembre | 15:00   |
| Credicoop San Román         | 1 − 1     | Alfonso Ugarte          | Politécnico Los Andes        | 19 de septiembre | 15:00   |
| Atlético San Agustín        | 1 − 2     | Deportivo Municipal (Y) | Daniel Alcides Carrión       | 19 de septiembre | 15:15   |
| Juventud Locumba            | 0 − 2     | Unión Alfonso Ugarte    | Jorge Basadre                | 19 de septiembre | 15:15   |
| Escuela Fútbol JTR          | 1 − 3     | AD Huamantanga          | Mariscal Castilla            | 19 de septiembre | 15:15   |
| Universidad Nacional Tumbes | 1 − 1     | Deportivo Ferrocarril   | Mariscal Cáceres             | 19 de septiembre | 15:30   |
| Academia Sipesa             | 3 − 1     | Sport Áncash            | Manuel Rivera Sánchez        | 19 de septiembre | 15:30   |
| Deportivo El Inca           | 0 − 0     | Racing Huamachuco       | Víctor Raúl Haya de la Torre | 19 de septiembre | 15:30   |
| Social Venus                | 1 − 0     | Defensor Laure Sur      | Segundo Aranda Torres        | 19 de septiembre | 15:30   |
| Social Corire               | 2 − 5     | Sportivo Huracán        | Almirante Miguel Grau        | 19 de septiembre | 15:30   |
| Deportivo Municipal (A)     | 1 − 1     | Colegio Comercio        | Municipal de Aguaytía        | 19 de septiembre | 15:30   |
| Alipio Ponce                | 1 − 1     | Bagua Grande F. C.      | Gran Kuélap                  | 19 de septiembre | 15:30   |
| Bellavista F. C.            | 2 − 2     | Unión Tarapoto          | Gran Saposoa                 | 19 de septiembre | 15:30   |
| CD Caballococha             | 1 − 1     | Estudiantil CNI         | Max Augustín                 | 19 de septiembre | 20:00   |

| Fecha 5                 | Fecha 5   | Fecha 5                     | Fecha 5                   | Fecha 5          | Fecha 5 |
| Local                   | Resultado | Visitante                   | Estadio                   | Fecha            | Hora    |
| ----------------------- | --------- | --------------------------- | ------------------------- | ---------------- | ------- |
| Sportivo Huracán        | 8 − 1     | Hijos del Altiplano         | Mariano Melgar            | 22 de septiembre | 15:30   |
| Estudiantil CNI         | 1 − 0     | Deportivo Municipal (A)     | Max Augustín              | 22 de septiembre | 20:00   |
| Deportivo Garcilaso     | 0 − 2     | Andahuaylas F. C.           | Inca Garcilaso de la Vega | 23 de septiembre | 11:30   |
| Credicoop San Cristóbal | 3 − 1     | Juventud Locumba            | 25 de Noviembre           | 23 de septiembre | 13:00   |
| Alianza Universidad     | 2 − 2     | Academia Sipesa             | Heraclio Tapia            | 23 de septiembre | 13:00   |
| Atlético Torino         | 3 − 1     | Alipio Ponce                | Campeonísimo              | 23 de septiembre | 13:30   |
| Alfonso Ugarte          | 10 − 0    | Minsa FBC                   | Enrique Torres Belón      | 23 de septiembre | 15:00   |
| Sport Áncash            | 1 − 2     | Deportivo El Inca           | Rosas Pampa               | 23 de septiembre | 15:00   |
| AD Huamantanga          | 2 − 0     | Deportivo Caminos           | Monumental de Jauja       | 23 de septiembre | 15:15   |
| Retamoso F. C.          | 2 − 1     | Deportivo Robles            | Monumental de Condebamba  | 23 de septiembre | 15:15   |
| Unión Alfonso Ugarte    | 5 − 1     | Social Corire               | Jorge Basadre             | 23 de septiembre | 15:15   |
| Deportivo Maldonado     | 0 − 2     | Credicoop San Román         | IPD                       | 23 de septiembre | 15:30   |
| Santos F. C.            | 4 − 0     | AE Belenianos               | Facundo Ramírez Aguilar   | 23 de septiembre | 15:30   |
| Deportivo Municipal (Y) | 1 − 0     | Escuela Fútbol JTR          | Daniel Alcides Carrión    | 23 de septiembre | 15:30   |
| Deportivo Ferrocarril   | 0 − 0     | UD Parachique               | Mariscal Cáceres          | 23 de septiembre | 15:30   |
| Las Palmas              | 3 − 0     | Carlos Stein                | Ramón Castilla            | 23 de septiembre | 15:30   |
| Pirata F. C.            | 5 − 0     | Universidad Nacional Tumbes | César Flores Marigorda    | 23 de septiembre | 15:30   |
| Colegio Comercio        | 0 − 6     | León de Huánuco             | Aliardo Soria Pérez       | 23 de septiembre | 15:30   |
| UDA                     | 1 − 0     | San Cristóbal Casaorcco     | Monumental de Ascensión   | 23 de septiembre | 15:30   |
| Racing Huamachuco       | 6 − 1     | AD Agropecuaria             | Municipal de Huamachuco   | 23 de septiembre | 15:30   |
| Unión Tarapoto          | 6 − 2     | CD Caballococha             | Carlos Vidaurre           | 23 de septiembre | 15:30   |
| Alfredo Tomassini       | 2 − 3     | Social Venus                | Facundo Ramírez Aguilar   | 23 de septiembre | 15:30   |
| Sport Huanta            | 1 − 1     | Sport Marino                | Manuel Eloy Molina Robles | 23 de septiembre | 15:30   |
| Defensor Laure Sur      | 10 − 0    | Atlético San Agustín        | Rómulo Shaw Cisneros      | 23 de septiembre | 15:30   |
| Bagua Grande F. C.      | 1 − 3     | Bellavista F. C.            | San Luis                  | 23 de septiembre | 15:30   |

| Fecha 6                     | Fecha 6   | Fecha 6                 | Fecha 6                       | Fecha 6          | Fecha 6 |
| Local                       | Resultado | Visitante               | Estadio                       | Fecha            | Hora    |
| --------------------------- | --------- | ----------------------- | ----------------------------- | ---------------- | ------- |
| Juventud Locumba            | 1 − 1     | Sportivo Huracán        | Jorge Basadre                 | 29 de septiembre | 15:15   |
| Sport Marino                | 5 − 0     | Alfredo Tomassini       | José Picasso Peratta          | 29 de septiembre | 15:30   |
| Social Corire               | 0 − 5     | Alfonso Ugarte          | Mariano Melgar                | 29 de septiembre | 15:30   |
| CD Caballococha             | 3 − 2     | Colegio Comercio        | Max Augustín                  | 29 de septiembre | 16:00   |
| León de Huánuco             | 2 − 0     | Deportivo Municipal (Y) | Heraclio Tapia                | 30 de septiembre | 15:00   |
| San Cristóbal Casaorcco     | 2 − 2     | Retamoso F. C.          | Ciudad de Cumaná              | 30 de septiembre | 15:00   |
| Credicoop San Román         | 2 − 1     | Credicoop San Cristóbal | Guillermo Briceño Rosa Medina | 30 de septiembre | 15:00   |
| Atlético San Agustín        | 0 − 1     | AD Huamantanga          | Daniel Alcides Carrión        | 30 de septiembre | 15:15   |
| Escuela Fútbol JTR          | 0 − 1     | UDA                     | Richard Müller Vozeler        | 30 de septiembre | 15:15   |
| Deportivo Caminos           | 1 − 2     | Santos F. C.            | IPD de Huancavelica           | 30 de septiembre | 15:15   |
| Deportivo Robles            | 7 − 0     | Deportivo Maldonado     | Thomas E. Payne               | 30 de septiembre | 15:15   |
| Universidad Nacional Tumbes | 1 − 2     | Atlético Torino         | Mariscal Cáceres              | 30 de septiembre | 15:30   |
| UD Parachique               | 0 − 3     | Pirata F. C.            | Sesquicentenario              | 30 de septiembre | 15:30   |
| Carlos Stein                | 6 − 0     | Deportivo Ferrocarril   | César Flores Marigorda        | 30 de septiembre | 15:30   |
| Deportivo El Inca           | 0 − 3     | Unión Tarapoto          | Víctor Raúl Haya de la Torre  | 30 de septiembre | 15:30   |
| Academia Sipesa             | 1 − 0     | Racing Huamachuco       | Manuel Rivera Sánchez         | 30 de septiembre | 15:30   |
| Social Venus                | 3 − 1     | Sport Áncash            | Segundo Aranda Torres         | 30 de septiembre | 15:30   |
| Hijos del Altiplano         | 1 − 4     | Unión Alfonso Ugarte    | Mariscal Nieto                | 30 de septiembre | 15:30   |
| AD Agropecuaria             | 2 − 1     | Bagua Grande F. C.      | Víctor Montoya Segura         | 30 de septiembre | 15:30   |
| Alipio Ponce                | 1 − 4     | Las Palmas              | Gran Kuélap                   | 30 de septiembre | 15:30   |
| Deportivo Municipal (A)     | 2 − 2     | Alianza Universidad     | Municipal de Aguaytía         | 30 de septiembre | 15:30   |
| Bellavista F. C.            | 2 − 1     | Estudiantil CNI         | Carlos Vidaurre García        | 30 de septiembre | 15:30   |
| Andahuaylas F. C.           | 0 − 1     | Sport Huanta            | Municipal Publio Castro       | 30 de septiembre | 15:30   |
| Minsa FBC                   | 1 − 2     | Deportivo Garcilaso     | IPD de Puerto Maldonado       | 30 de septiembre | 15:30   |
| AE Belenianos               | 1 − 7     | Defensor Laure Sur      | Videna de San Luis            | 16 de octubre    | 11:00   |

## Rondas eliminatorias
Se enfrentaran los equipos que obtuvieron mayor puntaje acumulado en la tabla general contra los de menor puntaje, reconociendo así el mérito de los equipos que tuvieron mayor regularidad en las 6 primeras fechas de la etapa nacional.

### Repechaje
Para un mejor detalle de los partidos véase Primera ronda.
| Local ida               | Global | Local vuelta        | Ida   | Vuelta |
| ----------------------- | ------ | ------------------- | ----- | ------ |
| Andahuaylas F. C.       | 3 − 4  | Social Venus        | 3 − 0 | 0 − 4  |
| Sport Huanta            | 2 − 5  | Santos F. C.        | 2 − 3 | 0 − 2  |
| Alianza Universidad     | 3 − 1  | AD Huamantanga      | 2 − 0 | 1 − 1  |
| León de Huánuco         | 1 − 2  | Atlético Torino     | 1 − 1 | 0 − 1  |
| Carlos Stein            | 4 − 4  | Deportivo Garcilaso | 4 − 0 | 0 − 4  |
| Deportivo Municipal (Y) | 5 − 6  | Defensor Laure Sur  | 3 − 0 | 2 − 6  |
| Bellavista F. C.        | 3 − 4  | Las Palmas          | 3 − 1 | 0 − 3  |
| Credicoop San Román     | 7 − 1  | Unión Tarapoto      | 4 − 1 | 3 − 0  |

### Octavos de final
Para un mejor detalle de los partidos véase Segunda ronda.
| Local ida           | Global | Local vuelta            | Ida   | Vuelta |
| ------------------- | ------ | ----------------------- | ----- | ------ |
| Credicoop San Román | 1 − 6  | UDA                     | 1 − 1 | 0 − 5  |
| Las Palmas          | 4 − 2  | Sportivo Huracán        | 3 − 0 | 1 − 2  |
| Defensor Laure Sur  | 4 − 4  | Pirata F. C.            | 2 − 2 | 2 − 2  |
| Deportivo Garcilaso | 3 − 3  | Credicoop San Cristóbal | 2 − 1 | 1 − 2  |
| Atlético Torino     | 3 − 2  | Sport Marino            | 3 − 0 | 0 − 2  |
| Alianza Universidad | 3 − 3  | Alfonso Ugarte          | 2 − 0 | 1 − 3  |
| Santos F. C.        | 5 − 3  | Unión Alfonso Ugarte    | 3 − 1 | 2 − 2  |
| Social Venus        | 3 − 2  | F. C. Retamoso          | 1 − 0 | 2 − 2  |

### Cuartos de final
Para un mejor detalle de los partidos véase Tercera ronda
| Local ida               | Global | Local vuelta    | Ida   | Vuelta |
| ----------------------- | ------ | --------------- | ----- | ------ |
| Las Palmas              | 3 − 3  | UDA             | 3 − 2 | 0 − 1  |
| Santos F. C.            | 2 − 1  | Social Venus    | 1 − 0 | 1 − 1  |
| Alianza Universidad     | 3 − 2  | Atlético Torino | 2 − 1 | 1 − 1  |
| Credicoop San Cristóbal | 4 − 5  | Pirata F. C.    | 3 − 0 | 1 − 5  |

## Cuadrangular final
Para un mejor detalle de los partidos véase Cuadrangular Final.

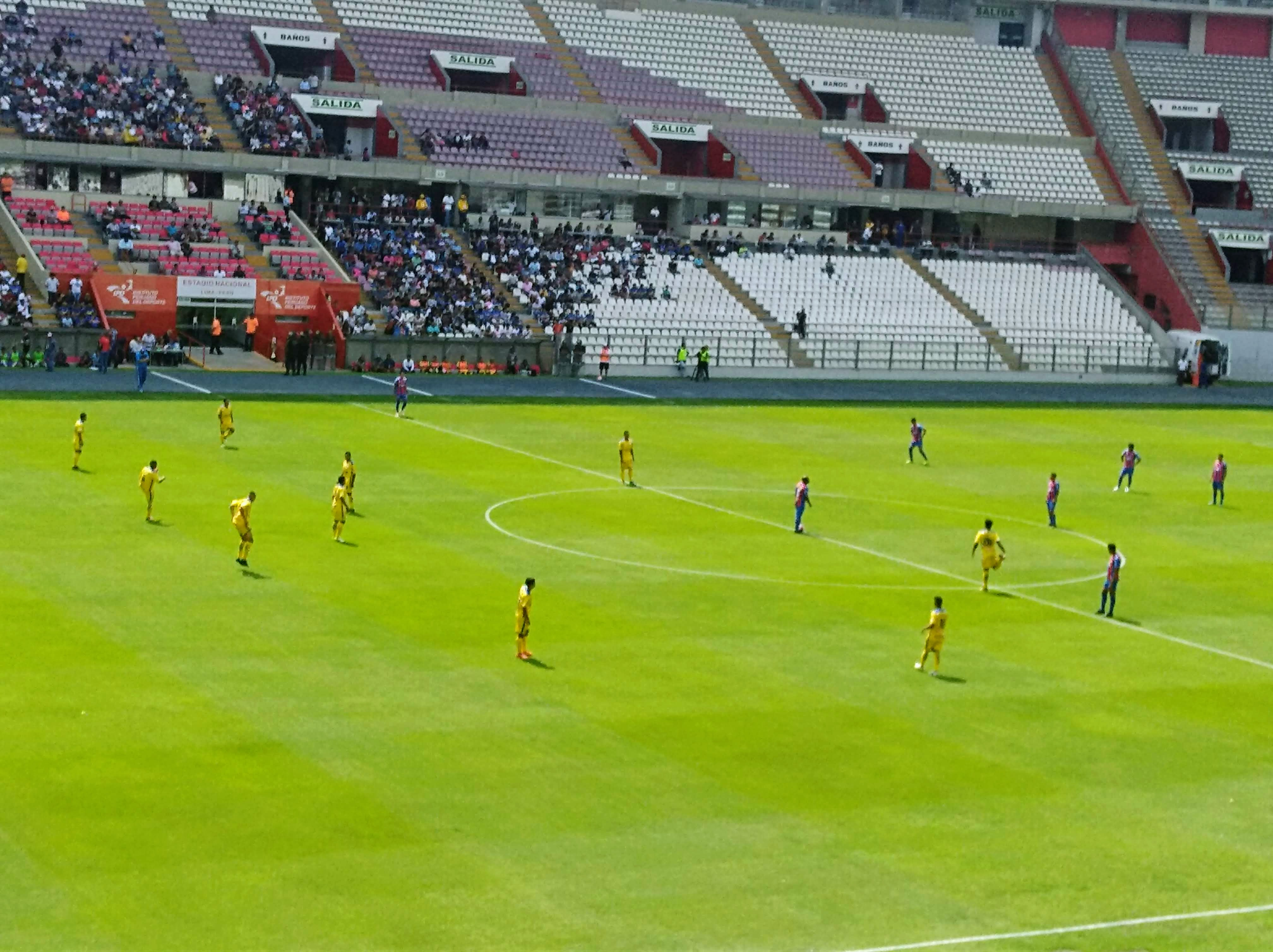
Instantánea previa al inicio del partido entre Santos F. C. (a la izquierda, y de amarillo) y Alianza Universidad (a la derecha, y de azul y rojo) en el Estadio Nacional.

El cuadrangular final del campeonato (conocido popularmente como La Finalísima) representa la última etapa del torneo. En esta etapa los cuatro equipos previamente clasificados se enfrentarán entre sí bajo el sistema de todos contra todos una vez. Al final de las tres fechas el primer clasificado se proclamará campeón y ascenderá a la Primera División 2019. El segundo y tercero, por otra parte, se clasificarán para el Cuadrangular de ascenso en el que enfrentarán a dos equipos más de la Segunda División 2018. 
El sorteo de los partidos del cuadrangular final se realizó el lunes 19 de noviembre en la Villa Deportiva Nacional.

### Tabla de posiciones
Los criterios de clasificación para la tabla final del cuadrangular son:
1. Mayor cantidad de puntos.
2. Mejor diferencia de goles.
3. Mejor ubicación en la Tabla general.

- Actualizado el 28 de noviembre de 2018.

| Pos. | Equipo              | PJ | PG | PE | PP | GF | GC | DG | Pts. | Clasificado a           |
| ---- | ------------------- | -- | -- | -- | -- | -- | -- | -- | ---- | ----------------------- |
| 1    | Pirata F. C.        | 3  | 2  | 0  | 1  | 11 | 3  | 8  | 6    | Primera División 2019   |
| 2    | Alianza Universidad | 3  | 2  | 0  | 1  | 8  | 4  | 4  | 6    | Cuadrangular de ascenso |
| 3    | Santos F. C.        | 3  | 1  | 0  | 2  | 5  | 10 | −5 | 3    | Cuadrangular de ascenso |
| 4    | UDA                 | 3  | 1  | 0  | 2  | 2  | 9  | −7 | 3    |                         |

|                     | AU  | PIR | SAN | UDA |
| ------------------- | --- | --- | --- | --- |
| Alianza Universidad |     |     |     | 0–1 |
| Pirata F. C.        | 1–3 |     | 4–0 | 6–0 |
| Santos F. C.        | 2–5 |     |     | 3–1 |
| UDA                 |     |     |     |     |

|                     | AU  | PIR | SAN | UDA |
| ------------------- | --- | --- | --- | --- |
| Alianza Universidad |     |     |     | 0–1 |
| Pirata F. C.        | 1–3 |     | 4–0 | 6–0 |
| Santos F. C.        | 2–5 |     |     | 3–1 |
| UDA                 |     |     |     |     |

| Equipo / Fecha      | 1 | 2 | 3 |
| ------------------- | - | - | - |
| Pirata F. C.        | 1 | 1 | 1 |
| Alianza Universidad | 3 | 2 | 2 |
| Santos F. C.        | 4 | 4 | 3 |
| UDA                 | 2 | 3 | 4 |

### Partidos
| Fecha 1             | Fecha 1   | Fecha 1      | Fecha 1      | Fecha 1          | Fecha 1 |
| Equipo 1            | Resultado | Equipo 2     | Estadio      | Fecha            | Hora    |
| ------------------- | --------- | ------------ | ------------ | ---------------- | ------- |
| Pirata F. C.        | 4 – 0     | Santos F. C. | Miguel Grau. | 24 de noviembre. | 13:30   |
| Alianza Universidad | 0 – 1     | UDA          | Miguel Grau. | 24 de noviembre. | 15:30   |

| Fecha 2      | Fecha 2   | Fecha 2             | Fecha 2      | Fecha 2          | Fecha 2 |
| Equipo 1     | Resultado | Equipo 2            | Estadio      | Fecha            | Hora    |
| ------------ | --------- | ------------------- | ------------ | ---------------- | ------- |
| Santos F. C. | 3 – 1     | UDA                 | Miguel Grau. | 28 de noviembre. | 13:30   |
| Pirata F. C. | 1 – 3     | Alianza Universidad | Miguel Grau. | 28 de noviembre. | 15:30   |

| Fecha 3      | Fecha 3   | Fecha 3             | Fecha 3   | Fecha 3         | Fecha 3 |
| Equipo 1     | Resultado | Equipo 2            | Estadio   | Fecha           | Hora    |
| ------------ | --------- | ------------------- | --------- | --------------- | ------- |
| Santos F. C. | 2 – 5     | Alianza Universidad | Nacional. | 2 de diciembre. | 14:00   |
| Pirata F. C. | 6 – 0     | UDA                 | Nacional. | 2 de diciembre. | 16:00   |

|                      |
| Campeón Pirata F. C. |
| 1.º título           |

## Clasificados al Cuadrangular de ascenso 2018
| Alianza Universidad                  | Santos F. C.                        |
| Segundo lugar del cuadrangular final | Tercer lugar del cuadrangular final |
| ------------------------------------ | ----------------------------------- |